# 馬庫特 (密蘇里州)
馬庫特（英語：Marcoot）是位於美國密蘇里州雷諾茲縣的鬼鎮。

## 歷史
馬庫特的郵局於1905年設立，其後於1938年停運。

## 地理
馬庫特所處的海拔為高於海平面353米（即1158英呎），而該地所採用的時區為UTC-6，即北美中部時區（CST）。同時該地設有夏令時間，為UTC-6調快一小時，即UTC-5（CDT）。